# Lustosa (Lousada)
Lustosa ist ein Ort und eine ehemalige Gemeinde (Freguesia) im portugiesischen Kreis (Concelho) von Lousada. Die Gemeinde hatte 4790 Einwohner (Stand 30. Juni 2011).
Am 29. September 2013 wurden die Gemeinden Lustosa und Barrosas (Santo Estêvão) zur neuen Gemeinde União das Freguesias de Lustosa e Barrosas (Santo Estêvão) zusammengeschlossen. Lustosa ist Sitz dieser neu gebildeten Gemeinde.